# إدوارد توماس ديفين
إدوارد توماس ديفين (بالإنجليزية: Edward Thomas Devine) هو اقتصادي أمريكي، ولد في 6 مايو 1867، وتوفي في 27 فبراير 1948.